# Alexandre Dratwicki
Pour les articles homonymes, voir Dratwicki.
Alexandre Dratwicki est un musicologue français né à Thionville (Moselle) le 31 janvier 1977.

## Biographie
Directeur artistique du Palazzetto Bru Zane, , – Centre de musique romantique française (Venise),, docteur en musicologie (Université de Paris IV- Sorbonne, 2003) et ancien pensionnaire de l’Académie de France à Rome (Villa Médicis), Alexandre Dratwicki est diplômé du Conservatoire national supérieur de musique de Paris (esthétique). Il a enseigné l’histoire de la musique et l'analyse dans plusieurs universités françaises (Paris IV - Sorbonne, Lille, Poitiers, Rouen) et a été producteur à Radio France (« La Querelle des Bouffons » et « Sortez les jumelles » en 2006-2007) avec son frère jumeau Benoît Dratwicki. En 2006-2008, il a été conseiller artistique du Théâtre national de l'Opéra-Comique (Paris).
Alexandre Dratwicki a reçu une formation de clarinettiste et d'altiste aux Conservatoires de Metz et Nancy. Il obtient également différentes récompenses en histoire de la musique, analyse, orchestration et musique de chambre.
En tant que musicologue, il a notamment publié chez Actes Sud, Somogy, Le Cavalier bleu et Symétrie. Son ouvrage Un nouveau commerce de la virtuosité (1780-1830), paru chez ce dernier éditeur, a reçu le prix des Muses 2007 de l'essai. Il reçoit en 2013 un Prix de la Fondation Napoléon pour le livre-disque La Mort d'Abel de Kreutzer, qu'il a dirigé. Comme chercheur, il s’intéresse particulièrement aux notions de virtuosité (direction du collectif Le concerto pour piano français à l'épreuve des modernités, Actes Sud & Palazzetto Bru Zane, 2015) et d’académisme musical (codirection avec Julia Lu du Concours du prix de Rome de musique. 1803-1968, Symétrie & Palazzetto Bru Zane, 2011).
Depuis 2009, à travers son activité au Palazzetto Bru Zane, qui consiste à faire redécouvrir des œuvres méconnues et des compositeurs oubliés, il participe à des productions ou coproductions aboutissant à la (re)création d'ouvrages français en concert et à la scène, prolongées en général par la publication d'enregistrements discographiques. Alexandre Dratwicki dirige dans ce cadre la série « Musiques du prix de Rome » lancée chez Glossa et poursuivie dans la collection de livres-disques du Palazzetto Bru Zane depuis 2010 (Debussy, Saint-Saëns, Charpentier, d’Ollone, Dukas). Il initie en 2012 la série "Opéras français" du Palazzetto Bru Zane (avec Amadis de Gaule de JC Bach et La Mort d'Abel de Kreutzer) puis, en 2014, celle des "Portraits" (avec Théodore Gouvy).
Il enseigne le style et la déclamation françaises aux chanteurs et pianistes chefs de chant dans différentes institutions : Conservatoire National Supérieur de Musique de Lyon, Accademia alla Scala, Domaine Forget (Québec), Académie de l'Opéra National de Paris, Académie de l'Opéra-Comique...
En 2021, Alexandre Dratwicki a été fait  chevalier des Arts et des Lettres.

## Publications
(sélection),

### Livres
- Bons Baisers de Rome. Les compositeurs à la Villa Médicis (1804-1914), Actes Sud & Palazzetto Bru Zane, 2021  (ISBN 9782330147389).
- Un nouveau commerce de la virtuosité : émancipation et métamorphoses de la musique concertante au sein des institutions musicales parisiennes (1780-1830), préface de Jean Gribenski, Lyon, Symétrie, 2006. Prix des Muses 2007 (catégorie : essai musicologique)  (ISBN 9782914373111)[16],[17].
- Mozart, Paris, Le Cavalier bleu (collection : Idées reçues), 2006  (ISBN 9782846701341) [18],[19].
- Mozart. Paris, 1778, en collaboration avec Benoît Dratwicki, Versailles, Centre de musique baroque de Versailles, 2006.

### Direction d'ouvrages collectifs
- Le Fer et les Fleurs : Étienne-Nicolas Méhul, codirigé avec Étienne Jardin, Actes Sud & Palazzetto Bru Zane, 2017  (ISBN 9782330080198).
- Le concerto pour piano français à l'épreuve des modernités, Actes Sud & Palazzetto Bru Zane, 2015  (ISBN 9782330053369).
- Le surnaturel sur la scène lyrique : du merveilleux baroque au fantastique romantique, codirigé avec Agnès Terrier, Lyon, Symétrie, 2012. Prix des Muses 2011 (mention)  (ISBN 9782914373760).
- Le Concours du prix de Rome de musique (1803-1968)], codirigé avec Julia Lu, Lyon, Symétrie, 2011  (ISBN 2914373511).
- L’invention des genres lyriques français et leur redécouverte au XIXe siècle, codirigé avec Agnès Terrier, Lyon, Symétrie, 2010,  (ISBN 9782914373654)[20].
- Hérold en Italie, Lyon, Symétrie, 2009  (ISBN 9782914373449)[21].
- L’Artiste et sa muse, codirigé avec Christiane Dotal, Paris, Somogy, 2006,  (ISBN 9782757200094)[22],[23].

### Éditions critiques de sources littéraires
- Castil-Blaze : Histoire de l’opéra-comique, coédité avec Patrick Taïeb, Lyon, Symétrie, 2012  (ISBN 2914373694).
- Théodore Dubois : Journal, coédité avec Charlotte Segond-Genovesi, Lyon, Symétrie, 2012  (ISBN 9782914373791).
- Hérold en Italie, édition critique de la correspondance italienne de Hérold entre 1813 et 1821, Lyon, Symétrie, 2009  (ISBN 9782914373449).

### Direction de livres-disques
Collection Opéra français
- Félicien David : Herculanum, Venise, Palazzetto Bru Zane (collection : Opéra français), 2015.
- Antonio Salieri : Les Danaïdes, Venise, Palazzetto Bru Zane (collection : Opéra français), 2015.
- Camille Saint-Saëns : Les Barbares, Venise, Palazzetto Bru Zane (collection : Opéra français), 2014.
- Charles-Simon Catel : Les Bayadères, Venise, Palazzetto Bru Zane (collection : Opéra français), 2014.
- Victorin Joncières : Dimitri, Venise, Palazzetto Bru Zane (collection : Opéra français), 2014.
- Jules Massenet : Le Mage, Venise, Palazzetto Bru Zane (collection : Opéra français), 2013.
- Antonio Sacchini : Renaud, Venise, Palazzetto Bru Zane (collection : Opéra français), 2013.
- Jules Massenet : Thérèse, Venise, Palazzetto Bru Zane (collection : Opéra français), 2013.
- Johann Christian Bach : Amadis de Gaule], Venise, Palazzetto Bru Zane (collection : Opéra français), 2012.
- Rodolphe Kreutzer : La Mort d’Abel, Venise, Palazzetto Bru Zane (collection : Opéra français), 2012. Prix de la Fondation Napoléon, 2013  (ISBN 9788493968618).
- Camille Saint-Saëns: Proserpine, collection Opéra français, avec Véronique Gens
- Camille Saint-Saëns: Phryné, collection Opéra français
- Camille Saint-Saëns: Le Timbre d'Argent
- Reynaldo Hahn: O Mon Bel Inconnu
- Reynaldo Hahn: L'Ile des Rêves
- André Messager: Passionnément
- André Messager: Les P'tites Michu
- Gaspare Spontini: Olimpie
- Jean-Baptiste Lemoyne: Phèdre
- Charles Gounod: Faust, version originale avec dialogues parlés
- Charles Gounod: Le Tribut de Zamora
- Charles Gounod: Cinq-Mars
- Edouard Lalo, Arthur Coquard: La Jacquerie
- Ferdinand Hérold: Le Pré aux Clercs
- Nicolas Etienne Mehul: Uthal
- Fromental Halévy: La Reine de Chypre, Collection Opéra français
- Benjamin Godard: Dante, Collection Opéra français
- Jacques Offenbach: Maître Péronilla, Collection Opéra français
- Jacques Offenbach: La Périchole, Collection Opéra français
- Jacques Offenbach: Le Voyage Dans La Lune
- Luigi Chérubini: Les Abencérages, Collection Opéra français
- Giacomo Meyerbeer: Robert Le Diable, Collection Opéra français
- Charles Lecocq: La Fille de Madame Angot

Collection Musiques du prix de Rome
- Paul Dukas et le prix de Rome, Venise, Palazzetto Bru Zane (collection : Musiques du prix de Rome), 2015.
- Max d'Ollone et le prix de Rome, corédigé avec Patrice d'Ollone, Venise, Palazzetto Bru Zane (collection : Musiques du prix de Rome), 2013.
- Gustave Charpentier et le prix de Rome, corédigé avec Michela Niccolai, San Lorenzo, Glossa (collection : Musiques du prix de Rome), 2011[25].
- Camille Saint-Saëns et le prix de Rome, San Lorenzo, Glossa (collection : Musiques du prix de Rome), 2011  (ISBN 9788461452033)[26].
- Claude Debussy et le prix de Rome, codirigé avec Denis Herlin, San Lorenzo, Glossa (collection : Musiques du prix de Rome), 2009[27].

Collection Portraits
- Théodore Dubois, Venise, Palazzetto Bru Zane (collection : Portraits), 2015[28].
- Théodore Gouvy, Venise, Palazzetto Bru Zane (collection : Portraits), 2014.

Collection Hervé Niquet - Le Concert Spirituel chez Glossa
- Johann Christoph Vogel : La Toison d'or, San Lorenzo, Glossa, 2013.
- Charles-Simon Catel : Sémiramis, San Lorenzo, Glossa, 2012[29].